# MHG systems
MHG Systems є приватною компанією зі штаб-квартирою в Міккелі, Фінляндія. Компанія спеціалізується на розробці та поширенні ERP вебсистем. Продукти MHG Systems засновані на таких технологіях, як мобільний зв'язок, GPS навігація і RFID.
У 2010 році розробка MHG Systems, MHG Bioenergy ERP, посіла десяте місце серед інноваційних пропозицій в конкурсі глобальних інновацій венчурних партнерів Logica.

## Історія
MHG Systems була заснована в 2005 році, як компанія ІТ-послуг. За сприяння MikTech, служба була створена в Mikpoli, в місті Міккелі, де компанія в цей час[коли?] знаходиться .Засновник компанії, пан Сеппо Хуурінаінен був у змозі зрозуміти, що біомаса не може бути ефективно керованою за допомогою засобів керування ланцюгів постачання біоенергії і зібрав ІТ-групу для розробки відповідних управлінських рішень потоками біомаси від джерела до кінцевого місця призначення . Тепер продукти компанії доступні на 13 мовах. В останній версії MHG Bioenergy ERP включає алгоритм моніторингу вологи, розроблений спільно з Університетом Східної Фінляндії, Фінським Інститутутом лісу і MHG Systems. . 

У 2009 році MHG Systems запустила безкоштовний вебкалькулятор для оцінки рентабельності бізнесу біопалива на основі біомаси, вмісту вологи . MHG Systems, разом з польськими інститутом досліджень Innovation Group Ltd, розробила орієнтовану на Польщу ІТ-систему з управління ресурсами для виробництва пелет та лісового обороту. Система крім стандартних функцій управління РВСП, також передбачає переробку управління золи і шламу в результаті використання дрібних видів сівозміну, таких як верби і тополі . Як результат співпраці, були розроблені послуги MHG Pellet ERP і MHG SRF ERP.
MHG Systems "має значну мережу дилерів і торгових представників в Гельсінкі, Мюнхені, Мадриді, Бухаресті і Філадельфії .

MHG Systems пропонує MHG FieldManager ERP послугу, призначену для великої різноманітності віддалених операцій на місцях. Як і MHG Bioenergy ERP, Field Manager побудований на платформі ERP MHG, звідки і успадковує велику частину своєї функціональності. Послуга дозволяє відправляти інструкції на віддалене місце роботи за допомогою SMS і через мобільні повідомлення. Інструкції можуть бути отримані за допомогою різних пристроїв, включаючи, крім ноутбуків і мобільних телефонів, КПК, навігатори і GPS пристрої.
MHG Systems є частиною консорціуму, відповідального за проект здійснення паливних ланцюгів сталого горіння рослин, що координується CLEEN кластером у Фінляндії.

## MHG Bioenergy ERP
MHG Bioenergy ERP — це веб-ERP система для управління ланцюгами постачання біоенергії, вона надає програмні засоби для управління інвентарем для біомаси, складання завдань, управління транспортом, виставленням рахунків, і переробкою попелу. Система містить такі компоненти: MHG Power, MHG Forest, MHG Terminal, і MHG Recycling. Система може бути доступна з поля за допомогою портативних комп'ютерів або смартфонів з підтримкою Java. Робочий потік інформації містить у собі пересилання оператору координат місць збору, запис розташування, кількості, якості роботи на місцях оператора за допомогою мобільних пристроїв а також передачу такої інформації підрядникам чіппінгу.
MHG Mobile PC — програма для Windows ПК, розроблена для важкої лісової техніки, що може бути запущена на комп'ютерах таких машин. Програма призначена для автономного збору даних (у режимі офф-лайн), забезпечує водіям можливість безкоштовно відправляти текстові повідомлення для управлінського персоналу. . MHG Bioenergy ERP поширюється на основі принципів SaaS
У 2010 році, алгоритм прогнозування вологи був реалізований як частина MHG Bioenergy ERP-системи. З використанням моделей, розроблених спільно з фінським науково-дослідний інститутом лісу і Університет Східної Фінляндії був розроблений алгоритм, по прогнозуванню вологості біомаси, що зберігається. Він базуюється на його початковій вологості. Використання алгоритму дозволяє оптимізувати ланцюг поставок біоенергії, запланувавши чіппінг, транспортування та використання біомаси на основі оцінки її вологості. Поточний алгоритм дозволяє прогнозувати вологість біомаси на 6 місяців вперед. Перевезення сухої біомаси дозволяє підвищити ефективність виробництва біоенергії і зведення до мінімуму викидів CO2.
Картографічний сервіс MHG Bioenergy ERP має в основі Google Преміум Карти, він в змозі використовувати растрові карти. Система також має у своєму складі GPX-інтерфейс і надає можливості для відстеження робочої сили та обладнання. Також існує програма MHG для телефону Blackberry.

## Співпраця з Feedstock Optimum
MHG Systems тісно співпрацює з постачальником біоенергетичної сировини Feedstock Optimum. У співпраці, компанії реалізують проекти, такі як збільшення поставок біомаси з Росії для деяких електростанцій у Східній Фінляндії. Цей проект є частиною проекту ENPI CBC, що має підтримку Європейського Союзу та ABREF. Обидві компанії планують брати участь в будівництві заводу з переробки деревини в Пензенській області Росії.

## Науково-технічне співробітництво з університетами
Університет Східної Фінляндії

Метла — НДІ лісу Фінляндії [Архівовано 23 червня 2011 у Wayback Machine.]

Аалто університет